# Ludovic Halévy y Albert Boulanger-Cavé tras el escenario de la Ópera
Ludovic Halévy y Albert Boulanger-Cavé tras el escenario de la Ópera o Dos amigos del pintor tras las bambalinas es un dibujo al pastel y temple, realizado sobre papel en 1879 por el pintor francés Edgar Degas.
Se conserva en el Museo de Orsay de París.

## Historia y descripción
El dibujo mide 79 cm de altura por 55 cm de ancho; está firmado «Degas» abajo a la derecha. Representa, «como surgiendo de detrás de la decoración» en las bambalinas de la Ópera de París, a dos de sus amigos, el libretista Ludovic Halévy en compañía de su amigo Albert Boulanger-Cavé (1832-1910), supervisor del teatro en el Ministerio del Interior bajo el Segundo Imperio. 
Edgar Degas se lo ofreció a uno de los modelos, Ludovic Halévy, hacia 1885; la obra permaneció en la familia hasta 1958. En esa fecha, fue ofrecida por la señora Halévy, viuda de Élie Halévy, al Estado que la atribuyó al museo del Louvre. En 1964, el dibujo pasó al museo de Orsay.